# Virginia Slims of Chicago 1990
Virginia Slims of Chicago 1990 — жіночий тенісний турнір, що проходив на закритих кортах з килимовим покриттям UIC Pavilion у Чикаго (штат Іллінойс, Сполучені Штати Америки|США). Належав до турнірів 1-ї категорії в рамках Туру WTA 1990. Відбувсь удев'ятнадцяте і тривав з 12 до 18 лютого 1990 року. Перша сіяна Мартіна Навратілова здобула титул в одиночному розряді, свій десятий на цьому турнірі, й отримала 100 тис. доларів США.

## Фінальна частина

### Одиночний розряд
Мартіна Навратілова —  Мануела Малєєва-Франьєре 6–3, 6–2
- Для Навратілової це був 1-й титул в одиночному розряді за сезон і 147-й — за кар'єру.

### Парний розряд
Мартіна Навратілова /  Енн Сміт —  Аранча Санчес Вікаріо /  Наталі Тозья 6–7(9–11), 6–4, 6–3